# کنگره ملی سوریه
کنگره ملی سوریه (به عربی: المؤتمر السوري العام)، یک تجمع سیاسی بود که با مشارکت تمامی منطقه‌های سوریه در زمان امپراتوری عثمانی، در اواخر ژوئن ۱۹۱۹ تا اواخر ژوئیه ۱۹۲۰ در دمشق انجام گرفت. این کنگره همانند مجلس امروزی سوریه بود.
کنگره مردم سوریه مهم‌ترین تصمیم خود، مبنی بر استقلال ایالت سوریهٔ عثمانی و تشکیل پادشاهی عربی سوریه با مرزهای اصلیش (شامل لبنان، فلسطین، اردن و سرزمین‌های شمالی سوریه عثمانی که قسمت زیادی از آن سرزمین در پیمان لوزان به ترکیه الحاق شد) به پادشاهی فیصل یکم را در ۸ مارس ۱۹۲۰ اتخاذ کرد که محمد عزت دروزه، ۸ مارس ۱۹۲۰ در بالکن ساختمان رو‌به‌روی شهرداری دمشق ابلاغ رسمی نمود.
این کنگره درخلال جلسه‌هایش کشورهای عربی به ویژه سوریه (با مرزهای قدمی‌اش) و عراق را به یکپارچگی عربی دعوت می‌کرد.

## محل کنگره
کنگره نشست‌هایش را در باشگاه عربی در دمشق، خیابان بورسعید نزدیک سینمای اهرام برگزار می‌کرد.

## ریاست کنگره
انتخابات ریاست برگزار شد و به ترتیب رئیس کنگره، معاون رئیس و دبیر آن محمد فوزی باشا العظم، عبد الرحمن الیوسف و محمد عزت دروزه بود. چیزی نگذشت که العظم مرد و هاشم الاتاسی ریاست کنگره را به عهده گرفت. کمیته تدوین قانون اساسی تشکیل شد و هاشم الاتسای رئیس آن انتخاب شد.

## نمایندگان و مشارکان در کنگره
نمایندگان دارای وکالت از مؤسساتشان یا مجلس شهرشان بودند و کمیته‌ای تشکیل شد تا این مدارک را بازبینی کند. بنا به منابعی این کنگره نود عضو در خود جای داد. محمد عزه دروزه در خاطراتش هفتاد و هشت تن را نوشت که به یادداشت در کنگره حضور داشتند. همچنین وی یاد کرد که مشارکت‌ها در فلسطین و سوریه بهتر از مناطق ساحلی سوریه (نظیر لبنان) بود. دلیل آن را نیز اینگونه نوشت که مناطق مذکور زیر اشغال فرانسه بود که از مشارکت توسط فرانسویان ممنوع شده بودند.

### نمایندگاندمشق
- محمد فوزی باشا العظم
- فوزی البکری
- عبدالقادر الخطیب
- تاج‌الدین الحسنی
- محمود البارودی
- احمد القضمانی
- مسلم الحصنی
- عبد الرحمن الیوسف
- الیاس عویشق وعزه از مسیحیان دمشق
- یوسف لینادو از یهودیان دمشق

### نمایندگانحلب
- مرعی باشا الملاح
- سعدالله الجابری
- رشید المدرس
- تیودور الانطاکی
- حکمة النیال
- یوسف الکیالی
- نوری الجسری

### نمایندگانحمص
- هاشم الاتاسی
- وصفی الاتاسی
- مظهر رسلان
- مرشد سمعان

### نمایندگاننابلوس
- محمد عزة دروزة
- ابراهیم القاسم
- عادل زعیتر
- أمین التمیمی

### نمایندگانحما
- خالد البرازی
- عبد الحمید البارودی
- الشیخ عبد القادر الکیلانی

### نمایندگان عنبیروت
- سلیم علی سلام
- عارف النعمانی
- جمیل بیهم
- امین بیهم
- جورج حرفوش

### نمایندگاناورشلیم
- راغب النشاشیبی
- سعید الحسینی
- عارف الدجانی
- یعقوب فراج

### نمایندگان عن یافا
- الشیخ راغب الدجانی
- یوسف العیسی

### نمایندگان حیفا
- رشید الحاج إبراهیم
- معین الماضی

### نمایندگان الخلیل
- أمین التمیمی

انتدب الشخصان التالیان عن الخلیل وهما لیسا من الخلیل:
- أحمد قدری
- رفیق التمیمی

### نمایندگانطرابلس
- رشید رضا
- توفیق البیسار
- عثمان سلطان
- یوسف الحکیم
- عبد المجید المغربی

### نمایندگانلاذقیه
- محمد خیر
- محمد الشریف
- منح هارون
- صبحی الطویل

### نمایندگانصیداوصور
- رضا الصلح
- ریاض الصلح
- عفیف الصلح

### نمایندگانأنطاکیة
- صبحی برکات
- مصطفی لطفی الرفاعی

### نمایندگانادلب
- زکی یحیی
- فؤاد عبد الکریم
- أحمد العیاشی

### نمایندگانحوران
- فارس الأحمد الزعبی
- ناصر الزعبی
- عبد الرحمن الزعبی

### نمایندگانسلط
- سعید أبو ناجی
- سعید الصلیبی

### نمایندگانجبل لبنان (رشته‌کوه)
- سعید طلیع
- ابراهیم الخطیب

### نمایندگاناعزاز
- فاتح المرعشی[۳]
- جلال القدسی

### نمایندگان دیگر مناطق (یک نماینده برای هر منطقه)
- محمود الفاعور بنی العباس از قنیطره
- عبد الرحمن ارشیدات از اربد
- شریف الدرویش از الباب
- ناجی علی أدیب از جبلة
- ابراهیم هنانو از حارم
- فائز الشهابی از حاصبیا
- دعاس الحاج حسن از حصن الاکراد
- محمود الشیشکلی از دوما
- سلیمان السودی از عجلون
- عبد الفتاح الشریف از شهرستان عکار
- عیسی مدانات از کرک اردن
- توفیق مفرج از الکوره
- رشید نفاع از المتن
- مراد غلمیة از مرجعیون، لبنان
- خلیل التلهونی از معان
- حکمت الحراکی از معره نعمان
- محمود ندیم عن منبج
- خلیل ابوالریش از النبک

به این گروه نمایندگانی از دیرالزور بعداً اضافه شد که آنان فاضل عبود، محمود نوری الفتیح و ابراهیم الحاج حسین بودند.

## نگارخانه

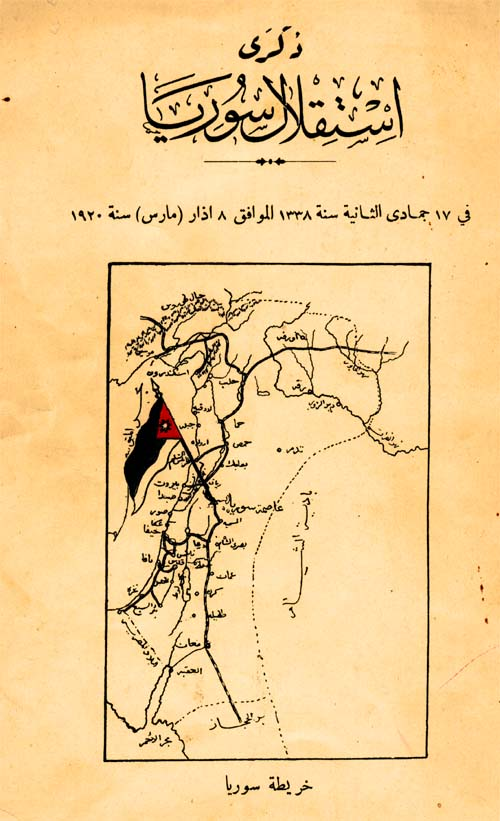
کتاب استقلال سوریه (ذکری استقلال سوریا). مرزهای اعلام شده پادشاهی سوریه و تاریخ اعلامیه استقلال ۸ مارس ۱۹۲۰ را نشان می‌دهد.